# Madylin Sweeten
Madylin Anne Michele Sweeten (* 27. Juni 1991 in Brownwood, Texas) ist eine US-amerikanische Schauspielerin.

## Wirken
Sweeten spielte die Tochter von Ray Romano und Patricia Heaton in der Serie Alle lieben Raymond als Ally Barone. Das Ensemble erhielt den Screen Actors Guild Award 2003 in der Kategorie Komödie. In Toy Story 2 übernahm sie eine Synchronrolle. Ihre beiden jüngeren Zwillingsbrüder, Sullivan und Sawyer († 2015), stellten in der Serie Alle lieben Raymond realitätsgerecht auch ihre jüngeren Zwillingsbrüder dar.

## Filmografie
- 1996–2005: Alle lieben Raymond
- 1999: Niklaas, ein Junge aus Flandern
- 1999: Toy Story 2
- 2003: American Splendor
- 2008: Eagle Eye – Außer Kontrolle